# Zawilec japoński
Zawilec japoński (Anemone scabiosa H.Lév. & Vaniot) – gatunek z rodziny jaskrowatych. Roślina ta od dawna uprawiana jest w Japonii i tutaj wyhodowano ozdobną odmianę, obecnie uprawianą w licznych krajach świata. Takson jest problematyczny i w różnych źródłach różnie ujmowany, w tym jako odmiana występującego w Chinach zawilca Anemone hupehensis.

## Morfologia

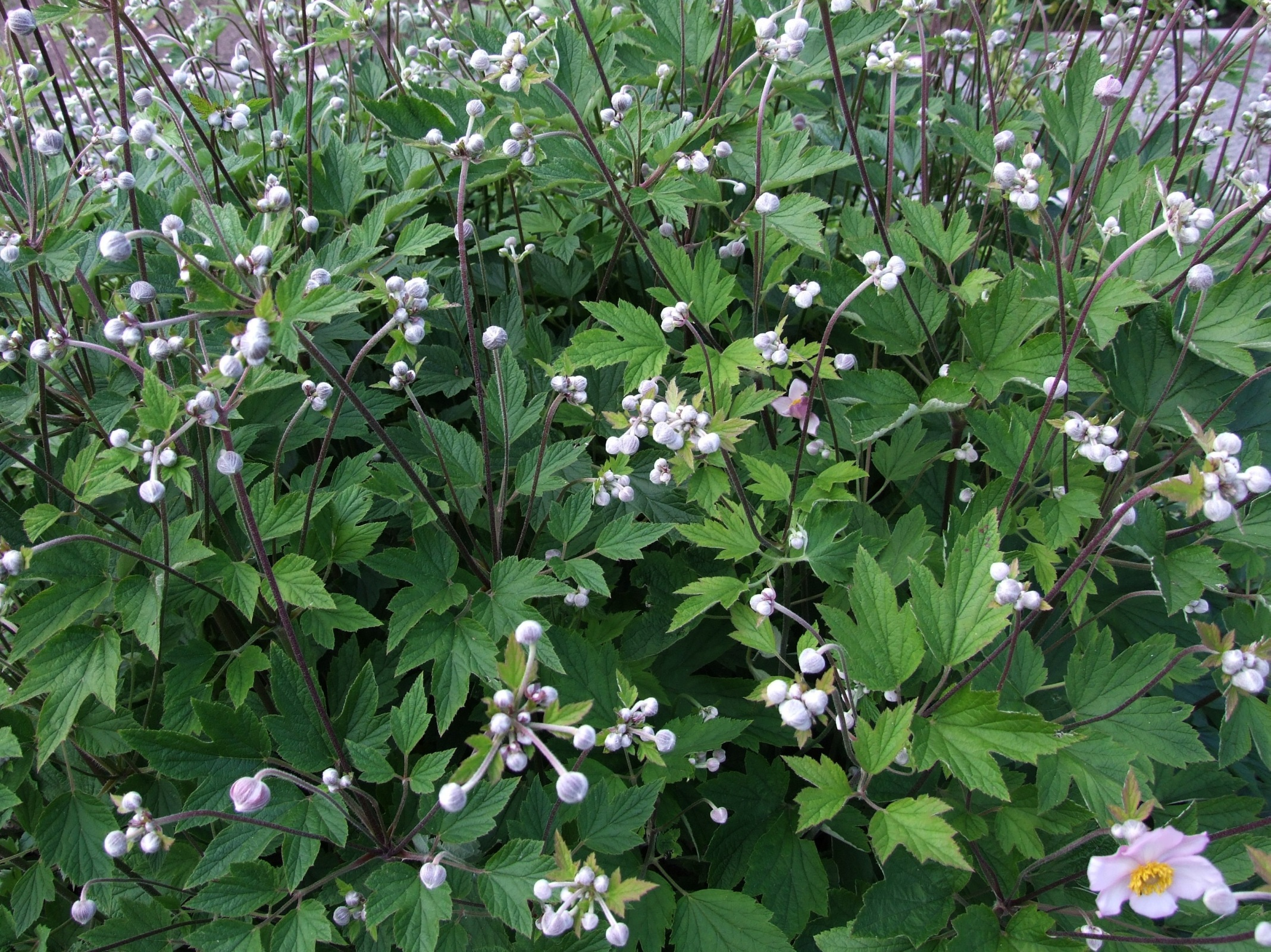
Pokrój

Tworzy dość wysokie i luźno rozgałęzione pędy, na których wiosną wyrastają duże, promieniste kwiaty w kolorze od białego do fiołkoworóżowego. Liście wyłącznie odziomkowe, podzielone na wiele palczastych łatek. Zawilec japoński jest wyższy od chińskiego i posiada więcej płatków, niż chiński, dziki gatunek, od którego pochodzi. Np. odmiana `Prinz Heinrich` ma 10 lub więcej jaśniejszych na spodniej stronie płatków.

## Uprawa
W krajach o cieplejszym klimacie jest rośliną wieczniezieloną. Uprawiany jest ze względu na swoje piękne kwiaty, może być też rośliną okrywową. Zakwita dość późno. Rozmnaża się go głównie wegetatywnie, przez podział rozrośniętych kęp, można też przez nasiona wysiewane latem. Uprawiane jest wiele odmian, m.in.:
- `Handspen Anundance` – o ciemnoróżowych kwiatach z jasnoróżowym lub białym obrzeżeniem płatków
- `September Charm` – o jasnoróżowych kwiatach z 5-6 płatkami
- `Prinz Heinrich` – ma 10 lub więcej płatków jaśniejszych na spodniej stronie